# 루카 로세티니
루카 로세티니(이탈리아어: Luca Rossettini, 1985년 5월 9일 ~ )는 이탈리아의 전 축구 선수로 현재 파도바 U-17의 코치이다. 현역 시절 포지션은 수비수로 중앙 수비와 오른쪽 수비에서 뛰었다.